# Compositions 1942-1951 de Nicolas de Staël
Composition est le titre donné par le peintre Nicolas de Staël à un très grand nombre de ses tableaux peints de 1942 et à 1951, et même jusqu'au début de 1952. Ils sont caractéristiques de son évolution, de son éloignement progressif de l'abstraction, qui sera véritablement marqué à partir de 1948-1949, au grand dam des tenants de la mode en peinture : les abstraits qui tenaient le haut du pavé, et que Staël surnomme « Le gang de l’abstraction avant,, » en référence au gang des Tractions Avant. Toutefois, Staël a vraiment fait partie des abstraits. Voir plus précisément De l'abstraction à l'involution.

## Les sources et catalogues raisonnés
Les données les plus précises sont fournies par les catalogues raisonnés ; Le premier a été établi dès 1968 par André Chastel et Jacques Dubourg, qui était le marchand préféré de Staël, son confident, et surtout un collectionneur passionné des tableaux de Staël. Ce catalogue comprenait 407 pages avec la liste des tableaux connus et une partie de la correspondance du peintre qui se confiait beaucoup à Dubourg. L'ouvrage a été augmenté et enrichi par l'apport de Françoise de Staël, épouse de Nicolas de Staël, de Anne de Staël, fille du peintre et de sa première compagne Jeanine Guilloux, et aussi par André Chastel qui a repris son ancienne documentation, et par Germain Viatte qui y a ajouté une correspondance  servant de point de repère pour les dates et lieux où les tableaux avaient été peints.
Cette liste recense  une grande partie des tableaux intitulés par le peintre Composition + date auxquels, pour les besoins du repérage, les auteurs des catalogues, ou les musées eux-mêmes (comme c'est le cas du Musée d'Israël qui a rajouté Untitled), ont parfois rajouté un détail (rouge, Staël etc.) pour éviter la confusion.
Afin de ne pas enfreindre le copyright des catalogues raisonnés, la totalité des Compositions  qui y sont mentionnées ne sera pas reproduite intégralement. À titre d'exemple, leur nombre se situe entre 50 et 70 pièces pour l'année 1950.

## Compositions 1942
- Composition 1942, huile sur toile 37 × 45 cm, signée et datée par Staël, peinte à Nice, collection Jacques Matarasso (père), la toile est répertoriée par André Chastel au no 4 du catalogue raisonné [7]. Elle porte exactement les mêmes indications au no 12 du catalogue de Françoise de Staël[8]. Il semble que ce soit la première composition 1942, à moins que la première ne soit la suivante au catalogue raisonné :
- Composition 1942, huile sur toile 75 × 92 cm, signée et datée par Staël, peinte à Nice, collection Artcurial, Paris  au no 13 du catalogue F. de Staël en 1997[9], répertoriée par André Chastel au no 3 du catalogue raisonné, collection Pierre Berès, Paris puis coll. Cazenave, Paris, puis coll. particulière anonyme Turin, vendue à Londres en 1951 par Sotheby's[7]. Aucune des deux Composition 1942 ne porte de surtitre. Pour les différencier on ne dispose que des mesures.

## Compositions 1943
- Composition 1943, huile sur toile 114 × 72 cm, signée et datée par Staël, peinte à Nice, collection Jacques Matarasso au no 15 du catalogue raisonné[10].
- Composition 1943, huile sur toile 65 × 46 cm, signée et datée par Staël, peinte à Nice, collection inconnue au no 17 du catalogue raisonné[11].
- Composition 1943, huile sur toile 61 × 46 cm, signée et datée par Staël, peinte à Nice, collection inconnue au no 18 du catalogue raisonné[11].

## Compositions 1944
- Composition 1943-1944, huile sur toile 24 × 33 cm, non signée, peinte à Paris, collection privée (Japon) au no 20 du catalogue raisonné[12].
- Composition 1943-1944, huile sur toile 24 × 33 cm, signée en bas à gauche, peinte à Paris, collection Jeanne Bucher au no 21 du catalogue raisonné[12]
- Composition 1943-1944, huile sur toile 113 × 78 cm, signée en bas à droite, peinte à Paris, collection privée, achat Paris 1946, au no 22 du catalogue raisonné[12]

- Composition 1944, huile sur toile 100 × 65,5 cm, signée en bas à gauche et datée, peinte à Paris, collection privée (Japon) au no 32 du catalogue raisonné[13].

## Compositions 1945
- Composition 1945, huile sur toile 16 × 22 cm, signée au dos de la toile et datée Staël 45, peinte à Paris, collection privée (Genève), au no 42 du catalogue raisonné[14].
- Composition 1945, huile sur toile 19 × 33 cm, signée au dos de la toile et datée Staël 45, peinte à Paris, collection privée inconnue, au no 43 du catalogue raisonné[14].
- Composition 1945, huile sur toile 65 × 50 cm, cachet d'atelier, peinte à Paris, collection privée (Genève) au no 48 du catalogue raisonné[15].
- Composition 1945, huile sur toile 92 × 73 cm, non signée, non datée, peinte à Paris, collection inconnue au no 49 du catalogue raisonné[16],[note 1].

## Compositions 1946
- Composition 1946, huile sur toile 116 × 89 cm, non signée, non datée, peinte à Paris, collection inconnue au no 63 du catalogue raisonné, cele toile a été exposée chez Jacques Dubourg, elle a sans doute été commencée en 1945[17]
- Composition 1946, huile sur toile 81 × 65 cm, non signée, non datée, peinte à Paris, collection inconnue au no 6' du catalogue raisonné, cette toile a été exposée chez Jacques Dubourg[17]

Le catalogue raisonné en répertorie encore douze avant une composition  qui précède Porte sans porte , La Vie dure et De la danse, qui annoncent une évolution dans la peinture de Staël :
- Composition 1946, huile sur toile 154,9 × 81,3 cm, non signée, non datée, peinte à Paris, collection inconnue au no 88 du catalogue raisonné, Washington University Gallery of Art, Saint Louis, Missouri [18].

Elle est suivie d'environ quatre toiles au titre identique la même année suivent environ

## Compositions 1947
- Composition 1947, huile sur toile 60 × 50 cm, signée, datée (Staël 1947), peinte à Paris ,dédicacée au collectionneur, collection inconnue, figure au no 102 du catalogue raisonné[19],
- Composition 1947, huile sur toile 60 × 50 cm, signée, datée (Staël 1947), peinte à Paris ,dédicacée au collectionneur, collection inconnue, figure au no 102 du catalogue raisonné[19],

Elle est suivie de sept toiles homonymes dont la plus importante est :
- Composition 1947, huile sur toile 195 × 129 cm, non signée, non datée, peinte à Paris, collection privée, figure au no 116 du catalogue raisonné[20],

## Compositions 1948
Cinq toiles homonymes précèdent: 
- Composition 1948, renommée Composition grise huile sur toile 148,5 × 68,5 cm, signée, datée en bas à gauche : juin 1948 , peinte à Paris, Musée Thyssen-Bornemisza, Madrid, figure au no 143 du catalogue raisonné[21],
- Composition 1948, huile sur toile 148,5 × 68,5 cm, signée, datée en bas à gauche : Staël 48, peinte à Paris, exposée à Saint-Paul-de-Vence, en 1991, elle figure au no 144 du catalogue raisonné[22],

Elle est suivie de quatorze toiles au titre homonyme parmi lesquelles se trouve la
- Composition 1948, huile sur toile 46 × 38 cm, signée, datée en bas à gauche : juin 1948 , peinte à Paris, Kunstmuseum Winterthur, Suisse, figure au no 166 du catalogue raisonné[23],

## Compositions 1949
Année prolifique et évolutive, 1949 voit apparaître Jour de fête (Staël), et  Composition en gris et vert, ainsi qu'une profusion de Composition 1949 de la main d'un peintre presque exempt de mélancolie. Staël en crée environ dix-huit de toutes tailles, mais de couleurs de plus en plus clairs et vives. Notamment :
- Composition 1949, huile sur toile 60 × 81 cm, surtitrée (composition en rose et gris) signée, datée en bas à gauche : juin 1948, peinte à Paris, Musée des beaux-arts de Rennes, figure au no 206 du catalogue raisonné[24],

- Composition grise fait aussi partie de l'ensemble, huile sur toile non datée, non signée, peinte à Paris, collection privée, figure au no 209 du catalogue[25].

Elle est suivie de six toiles homonymes ce qui fait environ vingt six Compositions 1949.

## Compositions 1950
- Composition 1950, mesures inconnues, date inconnue
- Composition 1950, huile sur toile 24 × 41 cm, non datée, probablement peinte entre 1949-1950, collection Theodore Schempp [26]
- Composition 1950, huile sur toile 46 × 55 cm, collection Jacques Dubourg[26]
- Composition 1950, huile sur toile 22 × 16 cm, collection particulière, Londres [27]
- Composition 1950, huile sur toile 98 × 72 cm, collection Jacques Dubourg, Paris [27]
- Composition 1950, huile sur toile 54 × 65 cm, non datée, probablement peinte en 1949-1950 coll.particulière [28]
- Composition 1950, huile sur toile 45 × 60,5 cm, non datée, probablement peinte en 1949-1950 coll.particulière [28]Intitulée dans le catalogue Composition (Paysage triste)
- Composition 1950, huile sur toile 27 × 35 cm, coll.particulière [29]
- Composition 1950 (Staël), huile sur toile 124,8 × 79,2 cm, Tate (galerie) Londres[30],
- Composition 1950 (untitled), huile sur toile 60 × 92 cm, Musée d’Israël, Jérusalem, Israël[31].
- Composition  1950  (Composition sans titre) , 1950, huile sur toile 124,8 × 79,2 cm, Tate (galerie), Londres[32].
- Composition 1950 (Peinture)
- Composition 1950 (Composition grise)[33]Dans le catalogue raisonné d'André Chastel, cette peinture figurait sous le titre Composition 1950, huile sur toile  au numéro 281, à la suite de tableaux intitulés tous Composition 1950, commençant au numéro 202  et se terminant  au numéro 280, avec Composition 1951, ce qui permet de lister au moins 70 Compositions 1950. Les Compositions 1951 ne seront pas moins nombreuses.

## Compositions 1951
- Composition 1951, huile sur toile 27 × 35 cm, datée, peinte à Paris, dédicacée à Odile[note 2] et Nicolas, collection particulière, figure au numéro 282 du catalogue[34].
- Composition 1951, huile sur toile 49,5 × 61,6 cm, signée, datée, peinte à Paris, c'est la quatorzième Composition 1951 de la série. Elle figure au n°295 du catalogue, Metropolitan Museum of Art, New York provenant de la galerie Jacques Dubourg[35].
- Composition 1951, surtitrée (Untitled 1949 ?), huile sur toile 60 × 92 cm, signée, datée, peinte à Paris, c'est la quinzième Composition 1951 de la série. Elle figure au n°296 du catalogue, Musée d'Israël, Jérusalem , don de Robert F. et Arlène R. Kogod[31].
- Composition 1951, surtitrée (Composition 1952), huile sur toile 60 × 92 cm, signée Staël 1951, datée, peinte à Paris, c'est la dix huitième Composition 1951 de la série. Elle figure au n°299 du catalogue, Museum of Contemporary Art, Chicago, Chicago , don de Joseph et Jory Shapiro[note 3],[36].
- Composition 1951, surtitrée (Composition 1952), huile sur toile 80,7 × 115,3 cm, signée Staël 1951, datée, peinte à Paris, c'est la dix huitième Composition 1951 de la série. Elle figure au n°299 du catalogue, Museum of Contemporary Art, Chicago, Chicago , don de Joseph et Jory Shapiro[note 3],[36].
- Composition 1951, huile sur toile 160 × 75 cm, non signée, non datée, peinte à Paris, c'est la vingt quatrième Composition 1951 de la série. Elle figure au n°305 du catalogue, Kunsthaus de Zurich, Suisse, achat 1952[37].
- Composition 1951, huile sur toile 60 × 75 cm, signée, datée, peinte à Paris, c'est la trentième Composition 1951 de la série. Elle figure au n°321 du catalogue, collection collection privée, États-Unis[38].

Il y a encore une trentaine de Composition 1951 surtitrées de différentes manières : Paysage, Composition claire (Peinture), Composition 1951, en bleu, (Composition en bleu et gris)

## Compositions 1952
C'est une année de grande (r)évolution pour Staël qui crée des pièces importantes : Les Toits (Staël), Les Footballeurs, Le Parc des Princes (Staël), Fleurs (Staël) toiles qui vont attirer l'attention des acheteurs et des marchands d'art, mais qui vont aussi attirer sur lui les foudres des critiques et de ses confrères.
Au Salon de mai 1952, ses tableaux presque figuratifs, Le Parc des Princes surtout, sont ressentis comme une insulte tant par les peintres que par la critique Le Parc apparaît comme un manifeste du figuratif qui a contre lui tous les partisans de l'abstraction.
Les compositions datées se font plus rares au fur et à mesure que Staël s'éloigne de l'abstraction. Elles sont remplacées par un nombre infini de paysages, de lieux Le Lavandou et souvent surtitrées:
- Composition 1952 (Composition paysage), huile sur carton 12 × 24 cm, signée, datée, peinte à Paris, c'est la première Composition 1952. Elle figure au n°379 du catalogue, collection privée[41].
- Composition 1952 (Footballeurs), huile sur toile 12 × 24 cm, non signée, non datée, peinte à Paris. Elle figure au n°397 du catalogue, collection privée[42].
- Composition 1952 , huile sur toile 240 × 46 cm, non signée, non datée, peinte à Paris. Elle figure au n°487 du catalogue, collection privée[43].
- Composition 1952 (Paysage Composition)huile sur toile 114 × 195 cm, non signée, non datée, peinte à Paris. Elle figure au n°559 du catalogue, collection privée[44].

## Les renommages
Ils varient selon les ventes aux enchères qui se sont multipliées  depuis 2011 pour les tableaux de Staël. La Composition 1950 (Composition grise) a été mise aux enchères sous le titre d'origine Composition 1950, sans doute parce que c'est la plus grande de toutes les compositions 
La Composition 1950 actuellement localisée au musée d'art de Saint-Louis, Saint-Louis a été renommée (rouge) par Françoise de Staël  pour la distinguer de celle du catalogue établi par Chastel et Dubourg.
Les intitulés de ces compositions varient d'un ouvrage à l'autre et prennent un titre différent selon les musées.